# Marlon Attard
Marlon Attard (16 de enero de 1999) es un deportista maltés que compite en tiro, en la modalidad de tiro al plato. Ganó una medalla de plata en el Campeonato Europeo de Tiro al Plato de 2023, en la prueba de skeet.

## Palmarés internacional
| Campeonato Europeo | Campeonato Europeo | Campeonato Europeo | Campeonato Europeo |
| Año                | Lugar              | Medalla            | Prueba             |
| ------------------ | ------------------ | ------------------ | ------------------ |
| 2023               | Osijek (Croacia)   | Medalla de plata   | Skeet              |